# William Backhouse Astor junior

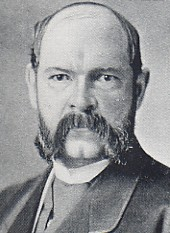
William Backhouse Astor Jr.

William Backhouse Astor, Jr. (* 12. Juli 1829 in New York City; † 25. April 1892 in Paris) war der jüngere Sohn von William Backhouse Astor und Enkel des legendären Firmengründers Johann Jakob Astor (1763–1848). Er war Miterbe des Astor-Immobilienimperiums, überließ aber die Geschäftsführung weitgehend seinem älteren Bruder Johan Jacob Astor III (1822–1890).
1849 beendete er seine Ausbildung am Columbia College. 1853 heiratete er die gesellschaftlich sehr ambitionierte Caroline Webster Schermerhorn (1830–1908). Schon bald war sie in den gesellschaftlichen Kreisen New Yorks und Newports als „die Mrs. Astor“ bekannt. Sie dominierte das gesellschaftliche Leben jener Zeit. William allerdings hatte wenig Interesse an solcherlei Aktivitäten. Seine Frau befürchtete, er würde ihre Empfänge stören, die Musiker hinauswerfen und die Kinder ins Bett schicken und war froh, wenn er nicht anwesend war.
Vor dem Sezessionskrieg unterstützte er die Bewegung zur Abschaffung der Sklaverei und während des Krieges finanzierte er die Ausrüstung eines kompletten Regiments der Unions-Armee.
Im Gegensatz zu seinem geschäftstüchtigen Vater hatte William kein Interesse an einer geschäftlichen Expansion. Wenn er nicht gerade sein Leben auf seiner Jacht genoss, widmete er sich dem Pferdesport. 1876 gewann Vagrant, eines seiner Pferde, das Kentucky Derby.
Die Wintermonate verbrachte er meistens an Bord seiner Jacht in Jacksonville, Florida. In dieser Stadt ließ er auch einige bedeutende Gebäude erbauen. 1874 kaufte er ein etwa 320 Quadratkilometer großes Gelände am St. Johns River nördlich von Orlando. Dort, auf den Ruinen einer alten Hugenottensiedlung aus dem 16. Jahrhundert, gründete er mit zwei Partnern eine Stadt, die er Manhattan nannte, deren Namen aber später zu seinen Ehren in Astor umbenannt wurde.
Dieses Unternehmen begann mit dem Bau eines Hafens für Dampfschiffe, die die benötigten Materialien anlieferten. Dann kaufte er eine Eisenbahn, die seine neue Stadt an das restliche Florida anschloss. Er finanzierte die erste Kirche und den Friedhof der Stadt. Auch andere wichtige Gebäude wie Schulen wurden von ihm mitfinanziert. Außerdem betrieb er natürlich einige Hotels in der Stadt.
Die Stadt Manhattan (Astor) blühte auf und William erweiterte seine Unternehmungen um eine Grapefruitplantage. Allerdings sollte er die weitere Entwicklung nicht mehr erleben. Nach seinem Tod 1892 fielen seine Unternehmungen an seinen Sohn John Jacob Astor IV. Im selben Jahrzehnt wurde Florida von anderen Eisenbahnen erschlossen. Die Stadt Astor jedoch verlor ihren Bahnanschluss und ein stetiger Abstieg begann.
William Backhouse Astor, Jr. starb 1892 an einem Herzanfall in Paris.
Mit seiner Frau Caroline hatte er fünf Kinder:
- Emily Astor (1854–1881)
- Helen Schermerhorn Astor (1855–1893)
- Charlotte Augusta Astor (1858–1920)
- Caroline Schermerhorn Astor (1861–1948)
- John Jacob Astor IV (1864–1912)